# Водомётный движитель

Водомётный дви́житель (водомёт) — движитель, у которого сила, движущая судно, создаётся выталкиваемой из него струёй воды (реактивная тяга). Представляет собой водяной насос с соплом, работающий под водой.
Этот принцип передвижения наблюдается у кальмаров, осьминогов, каракатиц, медуз, морских гребешков и др. Эти животные передвигаются, выбрасывая вбираемую ими воду.

## История
Идея о самом принципе отброса воды на основе архимедова винта известна по двум изобретениям 1661 года в Англии, но только с изобретением Уаттом парового двигателя в 1765 году были достигнуты осязаемые результаты, когда Рарриси и Мейен создали насос с паровым приводом для откачки воды из трюмов судов с выбросом струи воды через корму, а за период с 1830 по 1860 год только в одной Англии было выдано не менее 35 патентов на реализацию таких устройств.
Наиболее совершенный тип насоса был создан в Лондоне Генри Бессемером в 1849 году. Это был осевой насос с одной трубой на всасывание в носовой части судна и с двумя патрубками с кормовой стороны. Бессемер даже поставил крыльчатки перед и за винтом подачи воды для спрямления струи и для компенсации потерь, вызываемых вращением струи воды. Александр Хедьярд в 1852 году предложил другую конструкцию: здесь имелось поворотное сопло, которое можно было направлять вперед или назад. Этот насос всасывал воду через отверстие в днище судна и выбрасывал её сквозь корму. Поворот струи приводил к повороту судна.
К концу XIX века, в эпоху королевы Виктории, водомёты были опробованы на самых разных судах. Так, Британское Адмиралтейство приняло проект водомёта с крыльчаткой, который в конце 1860-х гг. был заменен обычным винтом. Адмиралтейство зашло так далеко, что даже согласилось провести натурные испытания двух типов двигателей. Были построены две совершенно одинаковых канонерки длиной 4,2 метра, на одной из которых был установлен водомёт, а на другой обычный гребной винт. «Реактивная» канонерка с центробежным насосом, который выбрасывал воду через два отверстия в корме, при мощности мотора в 760 л. с., развила скорость 17 км/ч, что слегка уступало показателям традиционного винта, с которым мотор мощностью 696 л. с. развил скорость 18 км/ч.
Примерно в то же самое время в нескольких европейских странах была проявлена заинтересованность к водомётному принципу движения морских судов. В 1878 году, то есть лишь 12 лет после экспериментов в Англии, шведское правительство провело серию аналогичных экспериментов по внедрению водомётного принципа движения на торпедных катерах. Винтовые суда (с моторами в 90 л. с.) показали скорость 18,5 км/час, тогда как водомётные (с моторами в 78 л. с.) развили скорость 15 км/ч.
Годом позже в Германии были организованы аналогичные испытания судна с водомётом, названным «Hydro»-мотором. Так же, как и их предшественники, немцы быстро разочаровались в возможностях водомётного принципа движения. Во всех сравнительных испытаниях винтовых двигателей против водомётов с центробежными насосами, первые показали себя лучше.
В последующем многие люди не оставляли попыток найти водомёту подобающее применение в конкретных задачах. В 1888 году Британский Национальный институт спасательных судов разместил первый в мире заказ на постройку лодки с водомётом. Этот паровой катер был оснащен водомётом с центробежным насосом и должен был заменить винтовые судна при проведении спасательных операций на мелководье или в заиленных водоемах.
В 1900 году классическая книга Сиднея Барнаби по кораблестроению подробно описала водомётный принцип движения.
Хотя официально считается, что новозеландский овцевод и изобретатель Крис Уильям Файлден («Билл») Гамильтон (Bill Hamilton, 1899 г. р.) является изобретателем современного водомётного мотора, сам он, однако, с этим не согласен, в 1962 году ответив на прямой вопрос по этому поводу: «Я не претендую на авторство изобретения судового водомёта».
Водометный движитель получил широкое распространение, начиная с 1930-х годов, когда на скоростных судах стали применяться высокооборотистые двигатели авиационного типа. В этом случае водомёт позволял получить больший КПД, нежели гребной винт, а также был меньше подвержен кавитации. Первыми носителями водомётов стали торпедные и сторожевые катера, мелкосидящие речные суда. Впоследствии, с развитием суперкавитирующих винтов, применение водомётов на скоростных судах сократилось.

## Конструкция

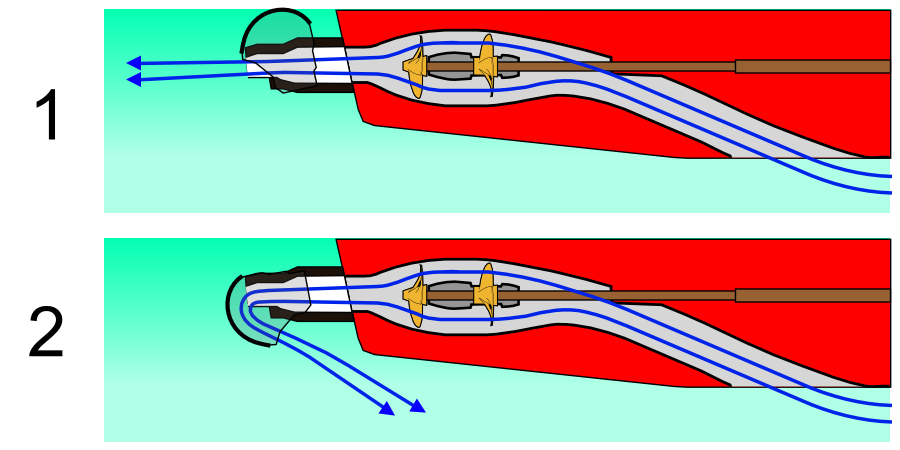
Реверсивно-рулевое устройство, принцип реверса выпускной струи:
1 — передний ход;
2 — задний ход.

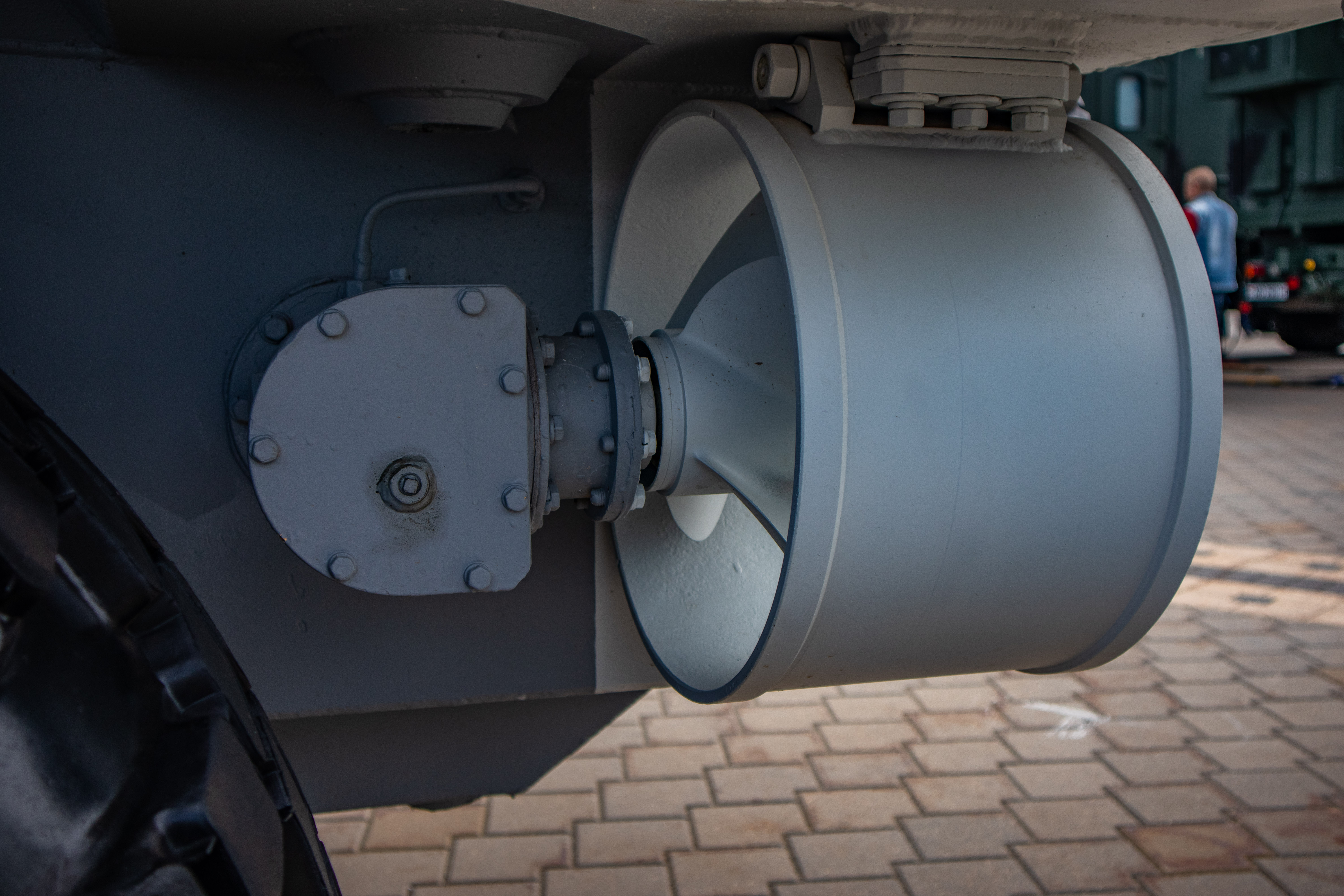
Водомётный движитель на боевой машине-амфибии Кайман

Водомётный движитель состоит, как правило, из импеллера (винта) с валом, водовода (водомётной трубы), спрямляющего аппарата и реверсивно-рулевого устройства (РРУ).
В водоводе, представляющем собой профилированную трубу, водяной поток ускоряется либо лопастным механизмом (гребной винт, крыльчатка насоса), либо энергией сгорания топлива или давлением сжатого газа, что и обеспечивает направленный выброс струи через выпускное отверстие в корме. Отбрасываемая масса воды создаёт упор движителя, что и приводит судно в движение.
Водоводы располагаются внутри или снаружи корпуса судна. Эффективность водомётного движителя зависит от формы водоводов, места расположения и конструкции водозаборников, и обычно меньше, чем у гребного винта.
Если водяной поток ускоряется лопастным механизмом:
- в нижней части днища имеется отверстие, через которое вода попадает в водоток (представляющий собой изогнутую трубу) в котором находится импеллер, при вращении которого возникает разрежение, благодаря чему вода движется по водозаборнику (приёмной трубе). Получив некоторое ускорение, она выбрасывается через сопло, выходной диаметр которого меньше, чем диаметр водовода.
В передней части водовод имеет гнездо для крепления опорного узла гребного вала; в противоположной части водовода имеется фланец для крепления обечайки импеллера, который передним концом опирается на подшипники опорного узла. Крутящий момент на импеллер передается через штифт предохранительной муфты. На заднем конце гребного вала установлены обтекатель и импеллер. Втулка скольжения вращается в резинометаллическом подшипнике спрямляющего аппарата (втулка Гудрича, такой резинометаллический подшипник работает только в водной среде), запрессованного в бронзовую втулку спрямляющего аппарата. Герметичность полости подшипников обеспечивают манжеты и прокладки.

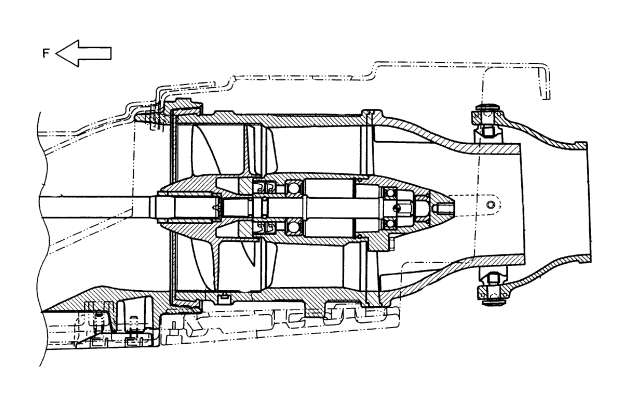
Чертёж водомётного движителя

РРУ, при повороте в горизонтальной плоскости потока, обеспечивает поворот судна. При перекрытии потока из сопла струя воды поворачивается обратно, что даёт судну задний ход.
Водомёт, как и подвесной мотор, подвержен забиванию водорослями, которые, наматываясь на вал с импеллером, могут его заклинить. В случае заклинивания водомёта для предотвращения поломки стационарного двигателя предусмотрена предохранительная муфта с срезным штифтом. Очистить от водорослей можно, открыв смотровой лючок и убрав их. Смотровой лючок находится в своеобразном «колодце», края которого подняты выше ватерлинии, что позволяет иметь доступ к водоводу на плаву. От попадания в водомёт крупных камней предохраняет решётка во впускном отверстии.

## Преимущества и недостатки
Достоинства
- хорошая защищённость от механических повреждений и возможность избежать кавитации[источник не указан 4195 дней].
- безопасность — импеллер находится внутри и неопасен для людей, находящихся рядом в воде.
- возможность прохождения судна по мелководью, преодоления засоренных участков водоёмов (замусоренные фарватеры) и даже отдельных препятствий, выступающих из воды (перекаты, мели и т. п.), там, где на обычном винтовом моторе можно разрушить винт, а то и сам мотор.[2]
- на больших скоростях КПД выше, чем у гребных винтов (обеспечивается либо увеличенная максимальная скорость, либо экономия топлива.[2][3])
- водомётные катера более устойчивы и управляемы, — это потому, что водомёт как бы «присасывает» катер к воде, за счёт чего он устойчиво ведёт себя даже в резких виражах на высокой скорости.
- судно может совершить разворот практически на месте и даже двигаться «лагом» — бортом вперёд, — в отличие от судна с классическим винтовым движителем.[2]
- не требуется использовать реверс-редуктор, возможно торможение с полного хода, — выбег судна при экстренном торможении наиболее короткий.[2]
- меньший гидродинамический шум в сравнении с винтовыми движителями, что очень важно для подводных лодок;
- сам винт в водомёте работает в стационарных условиях, близких к идеальным, на которые не влияет поток воды снаружи.

Недостатки
- меньший, чем у винтов, КПД на малых скоростях (например, при запуске/разгоне) из-за:
  - необходимости перевозки, помимо собственно полезного груза, также и воды, находящейся в трубопроводе (в качестве рабочего тела);
  - потери мощности из-за трения воды о стенки трубопровода;
  - потери мощности из-за турбулентных завихрений потока воды в каналах водомёта.
- затруднительность подачи воды сквозь днище судна к насосу, на эффективность которого будет влиять скорость движения судна относительно воды.
- водозабор работает так же, как помпа и может затянуть со дна камни, песок, мусор. Это может забить систему охлаждения либо повредить импеллер и водовод.
- высока степень износа пары ротор-статор, так как судно часто эксплуатируется на мелководье.
- ремонт более затратен, чем ремонт винтов.[уточнить]
- также, для водомётного катера характерно своеобразие поведения[уточнить] на малом ходу.

## Применение
Водомётные движители применяются обычно на судах, плавающих на мелководье, начиная от легких моторных лодок до скоростных судов (например, типа «Заря») и буксиров (например, типа БМ) или служат в качестве подруливающего устройства для улучшения поворотливости судов.
Водомёты применяются на катерах (так, некоторые модификации катеров «Амур» с водомётным движителем выпускались серийно на авиазаводе им. Юрия Гагарина в Комсомольске-на-Амуре). Многие производители лодочных моторов (Suzuki, Yamaha) выпускают подвесные моторы с водомётным движителем или модули-приставки, рассчитанные на самостоятельную установку: на гидроциклах, которые используются при буксировке воднолыжников и вейкбордистов.
Например, прототип водомётного катера Maximog Jet компании Riddle Marine (г. Люистон, штат Айдахо) разгоняется от 0 до 100 км/ч за 4 секунды благодаря сдвоенному судовому водомётному бензиновому двигателю мощностью 450 л. с.
Военная техника

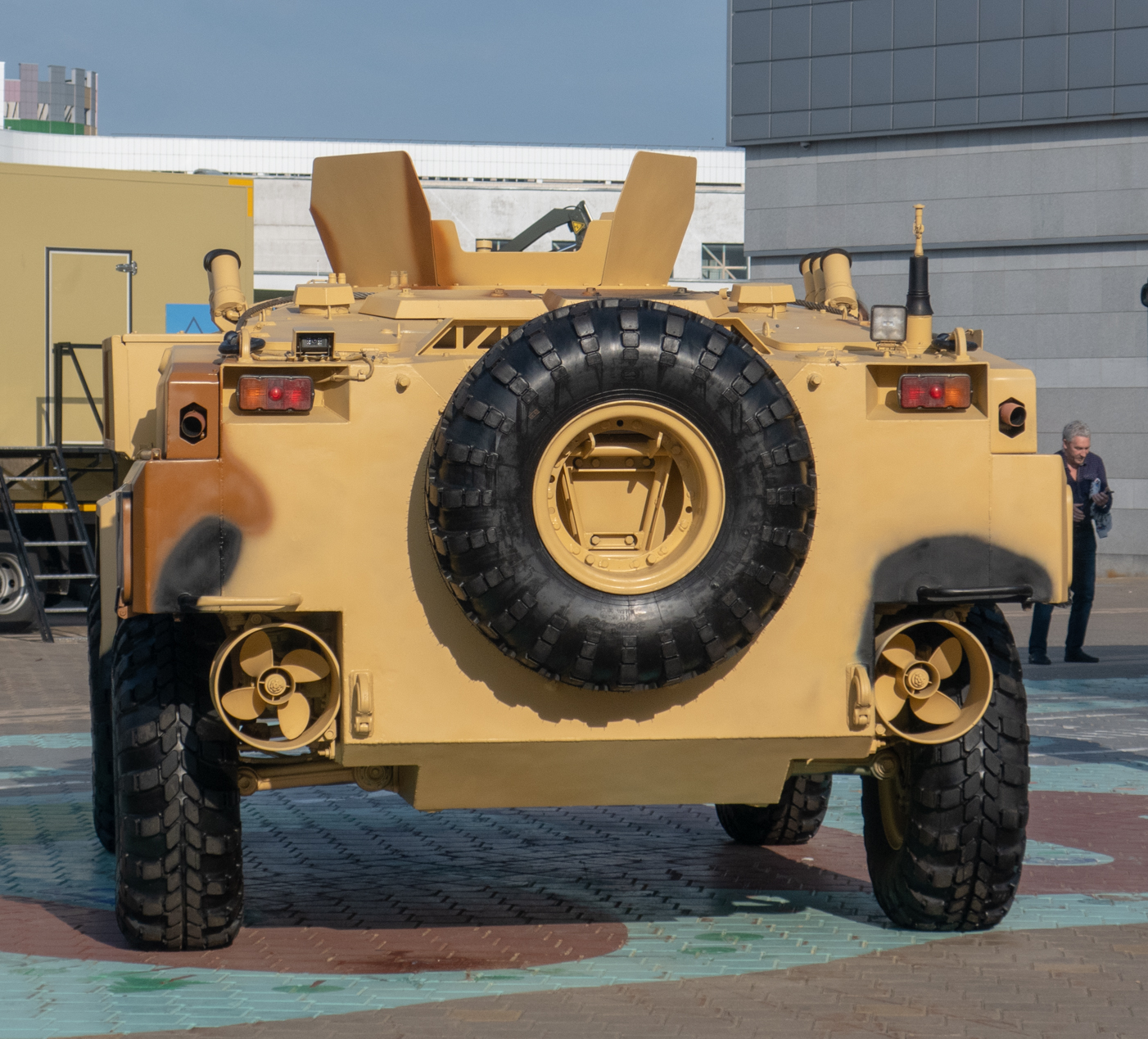
Водомётные движители на БРДМ «Кайман»

Водомётный движитель активно используется на плавающей бронетехнике СССР и России, в частности, на плавающем танке ПТ-76 (снят с вооружения), бронетранспортерах БТР-50, БТР-60, БТР-70, БРДМ-2 (сняты с вооружения), БТР-80 (состоит на вооружении), БТР-90 «Росток» (принят на вооружение).
Надводный корабль проекта 21631. В подводном флоте: подводные лодки типа «Триумфан» (Франция), типа «Сивулф» (США) и проекта 955 «Борей» (Россия).